# دانيال غوزمان
دانيال غوزمان (بالإسبانية: Daniel Guzmán Castañeda)‏ (31 ديسمبر 1965 في المكسيك - ) هو مدرب كرة قدم ولاعب كرة قدم مكسيكي في مركز الهجوم. شارك مع منتخب المكسيك لكرة القدم. أما مع النوادي، فقد لعب مع أتلانتي إف سي وتايجرز أونال وسان خوسيه إيرثكويكس وسانتوس لاغونا ونادي أطلس ونادي باتشوكا ونادي بويبلا ونادي جامعة غوادالاخارا ونادي غوادالاخارا ونادي غوادالاخارا.

## وصلات خارجية
- دانيال غوزمان على موقع الاتحاد الدولي (مؤرشف)  (الإنجليزية)
- دانيال غوزمان على موقع الدوري الأمريكي (الإنجليزية)
- دانيال غوزمان على موقع قاعدة بيانات كرة القدم.إي يو (الإنجليزية)
- دانيال غوزمان على موقع ناشيونال فوتبول تيمز (الإنجليزية)
- دانيال غوزمان على موقع عالم كرة القدم.نت (الإنجليزية)